# De Zeven Zeeën
De Zeven Zeeën is een Nederlands televisieprogramma dat wordt uitgezonden door de publieke omroep BNN en wordt geproduceerd door de Nederlandse productiemaatschappij Sputnik Media. Het programma gaat op zoek naar de beste actievoerder onder de BN'ers. De winnaar mag zich actievoerder van Greenpeace noemen en gaat mee op een missie.

## Format
Tien kandidaten reizen en slapen op een honderd jaar oud zeilschip en zakken gedurende acht afleveringen de Toscaanse en Sardijnse kust af. Onderweg voeren ze allerlei opdrachten uit, waarmee ze aan elkaar kunnen bewijzen wat ze als actievoerder waard zijn.

### Groepsactie
De eerste opdracht van elke aflevering is een Groepsactie, waarbij alle kandidaten een gemeenschappelijk belang hebben: namelijk het winnen van een vlag. Als er drie vlaggen zijn gewonnen (dus op z'n vroegst in aflevering drie), dan kan de groep als geheel doorgaan naar de volgende aflevering.

### Logboek
Halverwege de aflevering vullen de kandidaten het Logboek in. Ze beantwoorden daarin vragen over de zeeën, oceanen en actievoeren, maar ze krijgen ook vragen over elkaar. Bijvoorbeeld: "Wie is de leider van de groep?". De naam die daarbij het vaakst wordt aangeklikt is daarmee automatisch het juiste antwoord en levert een punt op. Degene die bij deze vraag wordt aangewezen als 'leider van de groep', verdient daarmee zelf ook een punt omdat deze kandidaat zichzelf niet als antwoord kan aanklikken.

### Driestrijd
De drie kandidaten die bij het Logboek de meeste punten halen, spelen daarna de Driestrijd waarin ze tegen elkaar strijden om de winst van de aflevering. Soms krijgen ze hierbij hulp van de overige kandidaten, soms werken de anderen tegen.

### Selectie
Elke aflevering eindigt met de Selectie. Dan mag de winnaar van de Driestrijd als eerste kiezen wie hij of zij wil meenemen aan boord van het actieschip voor de volgende aflevering. Diegene mag op zijn of haar beurt ook iemand kiezen om mee te nemen naar de volgende aflevering. Enzovoort. Degene die uiteindelijk overblijft moet naar huis.
Na de eerste aflevering is de eliminatie gewijzigd. De reden daarvoor is dat de kandidaten te heftig reageerden op de eliminatieronde aan het eind van elke aflevering waarin populariteit een grote rol speelde. Omdat de eerste aflevering toen al op band stond, is de aanpassing vanaf aflevering 2 zichtbaar. Er wordt nu gekeken wie van de twee overgebleven kandidaten het logboek het beste heeft gemaakt.

### Finale aflevering
De negende aflevering is de finale waarin het publiek mag stemmen wie van de drie overgebleven kandidaten zich voortaan een échte actievoerder van Greenpeace mag noemen en mee gaat op een missie.

### Het eerste seizoen
Het eerste seizoen speelt zich af in Italië.

## Deelnemers
| #   | Naam                | Afgevallen in       |
| --- | ------------------- | ------------------- |
| 1e  | Patrick Martens     | Winnaar             |
| 2e  | Nicolien Sauerbreij | Runner-up           |
| 3e  | Daniël Boissevain   | Verliezend finalist |
| 4e  | Niels Gomperts      | Afl. 8              |
| 5e  | Bastiaan van Schaik | Afl. 7              |
| 6e  | Lisa Smit           | Afl. 6              |
| 7e  | Toprak Yalçiner     | Afl. 5              |
| 8e  | Pepijn Lanen        | Afl. 3              |
| 9e  | Anna Speller        | Afl. 2              |
| 10e | Dian Liesker        | Afl. 1              |

## Afleveringen
| Nr. | Titel        | Kijkcijfers | Uitzenddatum  |  |
| --- | ------------ | ----------- | ------------- |  |
| 1   | Aflevering 1 | 456.000     | 30 maart 2015 |  |
| 2   | Aflevering 2 | 305.000     | 6 april 2015  |  |
| 3   | Aflevering 3 | 280.000     | 13 april 2015 |  |
| 4   | Aflevering 4 | 179.000     | 20 april 2015 |  |
| 5   | Aflevering 5 | 361.000     | 27 april 2015 |  |
| 6   | Aflevering 6 | 314.000     | 4 mei 2015    |  |
| 7   | Aflevering 7 | 270.000     | 11 mei 2015   |  |
| 8   | Aflevering 8 | 341.000     | 18 mei 2015   |  |
| 9   | Aflevering 9 | 412.000     | 25 mei 2015   |  |